# Никопольский южно-трубный металлургический завод
Никопольский южнотрубный завод — предприятие в городе Никополь, одно из крупнейших промышленных предприятий Днепропетровской области и Украины.

## История

### 1931—1991
В ходе индустриализации СССР в 1931 году Президиум Высшего Совета народного хозяйства СССР принял решение о строительстве в Никополе трубного завода, 8 августа 1931 года в город была отправлена комиссия для определения места строительства, в 1932 году был утвержден эскизный проект будущего завода.
В 1933 году на западной окраине города были заложены цеха малых агрегатов и холодного волочения.
В апреле 1935 года Никопольский южнотрубный завод был введён в эксплуатацию и выпустил первые трубы.
В 1939 году завод произвёл больше труб, чем все промышленные предприятия дореволюционной России.
После начала Великой Отечественной войны в связи с приближением к городу линии фронта в августе 1941 года завод был эвакуирован в город Первоуральск Свердловской области РСФСР. В период немецкой оккупации города (17 августа 1941 — 8 февраля 1944) завод был целенаправленно разрушен, общий ущерб предприятию составил 123 млн. рублей.
В конце 1944 года на восстановленном оборудовании цеха холодного волочения была изготовлена первая труба, в ноябре 1945 года было начато строительство цеха № 2. В дальнейшем, в соответствии с четвёртым пятилетним планом восстановления и развития народного хозяйства СССР предприятие было восстановлено. В августе 1947 года восстановление было завершено, также в 1947 году был введён в строй стан «400».
В 1950 — 1951 годы были введены в эксплуатацию два стана «140» и труболитейный цех. К концу 1954 года завод в 4,6 раз превысил объёмы довоенного производства.
1955 г. — выпуск первой продукции трубоэлектросварочного цеха.
В 1956 году был запущен цех обработки геологоразведочных труб.
1958 г. — запущен первый в СССР цех по производству стальных прессованных труб.
1959 г. — начинает работу новый трубоволочильный цех № 2.
1961 г. — сдан в эксплуатацию трубный цех № 4.
В 1966 году завод был награждён орденом Ленина. В 1967 году был запущен комплекс по изготовлению трубопрокатного инструмента в составе кузнечно-прессового, литейного, инструментального и термического цехов, за досрочное выполнение плана предприятие получило почётное наименование: «имени 50-летия Великой Октябрьской социалистической революции».
1970 г. — введён в эксплуатацию трубоволочильный цех № 7 с установкой непрерывной прокатки труб «30-102».
1976 г. — сдан в эксплуатацию трубоволочильный цех № 4.
1984 г. — введён в эксплуатацию трубоволочильный цех № 5.
В 1985 году завод был награждён орденом Дружбы народов. По состоянию на начало 1986 года основной продукцией предприятия являлись стальные бесшовные, электросварочные и центробежнолитые трубы.

### После 1991
После провозглашения независимости Украины завод перешёл в ведение министерства промышленности Украины.
1 сентября 1993 года находившееся на балансе завода ПТУ № 34 передали в коммунальную собственность города.
В августе 1997 года завод был включён в перечень предприятий, имеющих стратегическое значение для экономики и безопасности Украины, в дальнейшем государственное предприятие было преобразовано в открытое акционерное общество.
21 июня 1999 года Кабинет министров Украины утвердил решение о реструктуризации предприятия, в результате которой на базе завода было создано 16 закрытых акционерных обществ (в состав 11 были переданы производственные мощности, а в 5 — объекты социально-бытовой сферы).
В мае 2000 года два цеха Никопольского южнотрубного завода были выделены в отдельное предприятие — Никопольский завод нержавеющих труб (перешедший в собственность компании "Ювис"). На базе трубопрокатного цеха и цеха обработки геологоразведочных труб НЮТЗ было создано ЗАО „Никопольский завод бесшовных труб NIKO TUBE“, контрольный пакет акций которого перешёл к корпорации «Интерпайп».
9 августа 2001 года Кабинет министров Украины принял решение о продаже находящихся в государственной собственности 96,67 % акций предприятия.
В июле 2002 года трубоволочильный цех № 4 завода был выделен из НЮТЗ в отдельное предприятие „Никопольский трубный завод“, которое передали в управление НКАУ.
В ноябре 2003 года началась санация предприятия.
2004 год завод закончил с убытком 23,922 млн. гривен.
В феврале 2007 года Фонд государственного имущества Украины продал 96,67 % акций завода киевской компании ООО "Транспортно-инвестиционные технологии" за 352,62 млн. гривен.
В конце ноября 2007 года хозяйственный суд Днепропетровской области завершил процедуру банкротства завода, после чего предприятие перешло под контроль корпорации "Научно-производственная группа «Интерпайп»", основанной В. М. Пинчуком.
2007 год завод завершил с убытком 10,662 млн. гривен.
Начавшийся в 2008 году экономический кризис осложнил положение предприятия, 2008 год завод завершил с убытком 13,15 млн. гривен.
2009 год завод завершил с убытком 13,62 млн. гривен.
По состоянию на 2017 год, предприятие являлось монопольным производителем по выпуску геологоразведочных, насосно-компрессорных и катаных труб для котлов высокого давления. В ноябре 2017 года хозяйственный суд Днепропетровской области вынес решение о ликвидации ОАО "Никопольский южнотрубный завод".

## Директора завода
- 1983—1987 — Г. И. Хаустов[16]
- 1963—1974 — А. А. Шведченко
- 1950—1963 — П. А. Трубченко
- 1947—1950 — Н. А. Тихонов
- 1939—1941 — А. М. Астахов[17]

## Предприятия, созданные на базе Никопольского Южнотрубного завода
- ООО «Никопольский завод электросварных труб»
- ООО «Интерпайп — Нико-Тьюб»